# آکریسیوس
آکریسیوس (Acrisius) بنا به اساطیر یونانی پادشاه آرگوس بوده‌است.

## به دنبال فرزند ذکور
او و همسرش اوریدیسه (اوریدیکه) تنها یک فرزند داشتند و آن هم دختری به نام دانائه بود. این دختر زیباترین زنان آن سرزمین شمرده می‌شد، اما شاه از این که پسر نداشت، ملول و اندوهگین بود. پادشاه روزی به زیارت معبد دلفی رفت تا از آپولو بپرسد که آیا ممکن است روزی صاحب فرزند پسر شود یا نه. کاهنهٔ غیبگوی معبد به او گفت که چنین چیزی ممکن نیست، و در ادامهٔ سخن چیزی به او گفت اندوهبارتر و ناگوارتر از سخن پیشین: اینکه دخترش پسری از زئوس، خدای خدایان به دنیا می‌آورد که آن پسر روزی جدش، یعنی پادشاه آرگوس را خواهد کشت.
یک راه خلاص شدن از این سرنوشت شوم، کشتن دخترش بود، ولی دل شاه به این کار رضا نمی‌داد، دانائه بچه نداشت و پادشاه برای این که او را همچنان بدون فرزند نگه دارد، در اتاقی برنزی (مفرغی) در حیاط قصرش زندانی کرد و نگهبانانی برای محافظت از آن گماشت. این اتاق در زمین فرورفته بود، ولی بخشی از سقف آن بازمانده بود و نور از همان‌جا به درون اتاق راه می‌یافت. زئوس از آن جا به شکل بارانی از طلا بر دانائه نزول کرد و او را حامله نمود و اتاق از طلا پر شد. بعد از اندک زمانی، فرزند آن‌ها به دنیا آمد: پرسئوس. البته در هیچ داستانی گفته نشده‌است که دانائه چگونه فهمید که این باران طلا زئوس است که این‌گونه به دیدارش آمده، دانائه دیربازی زاده شدن این پسر را از پادشاه پنهان داشت. پادشاه فقط از یک چیز مطمئن بود و آن این که زنده ماندن این پسر برای او خطرناک خواهد بود.
به هر حال شاه تصمیم نداشت که کودک را بکشد، مخصوصاً این که نوه اش فرزند زئوس شمرده می‌شد و با خدایان چنین رفتاری ممکن نبود و عواقب هولناک در پی می‌داشت. سرانجام پادشاه تصمیم گرفت که به طریقی دیگر عمل کند: وی دستور داد صندوقی بزرگ از چوب ساختند و آن دو را در آن جا دادند و صندوق را به دریا بردند و بر سینهٔ امواج رها ساختند (چیزی شبیه به اتفاقی که در زندگینامه‌های موسی پیامبر و سارگون کبیر هم شاهد هستیم). هنگامی که صندوق در دل تاریکی دریا ره می‌پیمود، دانائه دعا و نیایش می‌نمود. سرانجام دریا به ارادهٔ پوزئیدون آرام گرفت و امواج دریا بنا به خواستهٔ زئوس، مادر و فرزند را به ساحل جزیرهٔ سریفوس (Seriphos,Serifos)آوردند، در آنجا ماهیگیری به نام دیکتیس (به معنای"تور ماهیگیری")آن دو را پیدا کرد و پذیرایشان شد. دیکتیس برادر پولیدکتس پادشاه جزیره بود.

## به دنبال فراریان
روایت‌های متفاوتی در این خصوص وجود دارد، یکی از آن‌ها چنین می‌گوید: آکریسیوس رد دختر و نوه اش را دنبال کرد و فهمید که آن‌ها در جزیرهٔ سریفوس هستند، بنابراین از پولیدکتس خواست که آن دو را به او تحویل دهد، ولی پولیدکتس از این کار امتناع کرد، یعنی به‌طوری‌که شاهد هستیم، در این روایت پولیدکتس نه تنها به آن دو آسیبی نمی‌رساند، بلکه از آن‌ها حمایت هم می‌کند.

## فرجام پادشاه
دربارهٔ محقق شدن پیشگویی غیبگو (همان غیبگویی که آکریسیوس از وی سؤال کرده بود) چند روایت مختلف و متفاوت وجود دارد، هر کدام از این روایت‌ها موضوع اسطوره‌ای تبعید را با محقق شدن پیش‌گویی ممزوج و مخلوط می‌کنند. در روایت پوسانیاس (پائوسانیاس)(Pausanias)پرسئوس به آرگوس بازنمی‌گردد، بلکه عوض آن به لاریسا (Larissa)می‌رود، محلی که بازی‌ها و مسابقات قهرمانی در حال برگزاری است. او تازه بازی کویتس(quoits)را ابداع کرده‌است و طریقهٔ آن را به عموم می‌آموزد که آکریسیوس، که به‌طور اتفاقی از آنجا دیدن می‌کند، پا به داخل محوطهٔ پرتاب دیسک می‌گذارد و در اثر برخورد دیسک به سرش کشته می‌شود؛ به این ترتیب پیش‌گویی غیبگو محقق می‌شود.
یک روایت دیگر می‌گوید که پرسئوس به آرگوس بازگشت، اما هنگامی که فهمید چنین پیش‌گویی ای در گذشته صورت گرفته، به تبعید داوطلبانه و خودخواسته به پلاسگیوتیس(Pelasgiotis، تسالی) می‌رود. پادشاه لاریسا در آنجا به خاطر مرگ پدرش بازی‌هایی را ترتیب داده بود. هنگامی که پرسئوس مشغول بازی پرتاب دیسک بود، دیسک پرتابی وی تغییر مسیر داد و به آکریسیوس اصابت کرد، ضربه‌ای که بلافاصله باعث کشته شدن وی گردید. در روایت سوم، آکریسیوس توسط برادر دوقلویش پروئتوس(Proetus)به تبعید فرستاده شده‌است، پرسئوس با استفاده از سر گورگون، برادر غاصب را تبدیل به سنگ می‌کند و آکریسیوس را دوباره به تخت می‌نشاند.
در هر صورت پرسئوس که ناخواسته و سهواً آکریسیوس را کشته‌است و در عین حال ولیعهد و جانشین پادشاه متوفی شمرده می‌شود، پادشاهی آرگوس را به مگاپنتس(Megapenthes) پسر پروئتوس وا می‌گذارد و خود قلمرو پادشاهی مگاپنتس، یعنی تیرینس را برای شاهی و حکومت برمی‌گزیند. گفته شده که پرسئوس چون جد خود را به قتل رسانده بوده، شرم داشته از اینکه در آرگوس خود را شاه بنامد.
این اصلی تغییرناپذیر در ادبیات کلاسیک یونان است که قاتل، حتی اگر سهواً مرتکب قتل شده باشد، باید برای تهذیب نفس به تبعید برود و رنج و مشقت دوری را بر خود هموار سازد.
روایت دیگری چنین نقل می‌کند که پرسئوس از این که آکریسیوس زمانی خواسته بود او و دانائه را بکشد، ناراحت و خشمناک بود، به همین علت به موطن خود بازگشت و آکریسیوس را در دربارش به مبارزه طلبید، سپس سر مدوسا را بیرون آورد و شاه و دربارش را به سنگ مبدل کرد.
همان گونه که قبلاًاشاره شد، روایتی می‌گوید که پولیدکتس نه تنها آسیبی به مادر و فرزند نرساند، بلکه از آن‌ها حمایت هم کرد و به آکریسیوس مسترد نکرد. در نهایت پرسئوس قسم خورد که هرگز جدش را نخواهد کشت، اما اندکی بعد پولیدکتس مرد و به هنگام برگزاری بازی‌ها و مسابقات مراسم تدفین وی، دیسکی که پرسئوس پرتاب کرده بود، تصادفاً به آکریسیوس اصابت کرد و باعث مرگ او شد.